# Борель, Пётр Фёдорович
Пётр Фёдорович Боре́ль, Порель (1829 — 5 [17] октября 1898) — русский живописец, акварелист, литограф, портретист.
Образование получил в качестве вольноопределяющегося ученика в Императорской Академии художеств по классу акварели и литографии. Выпущен из Академии в 1855 году и получил звание неклассного художника акварельной портретной живописи за «Портрет госпожи NN» и этюд «Голова старика».
С конца 1859 года в основном занимался литографическими работами в жанре портрета.

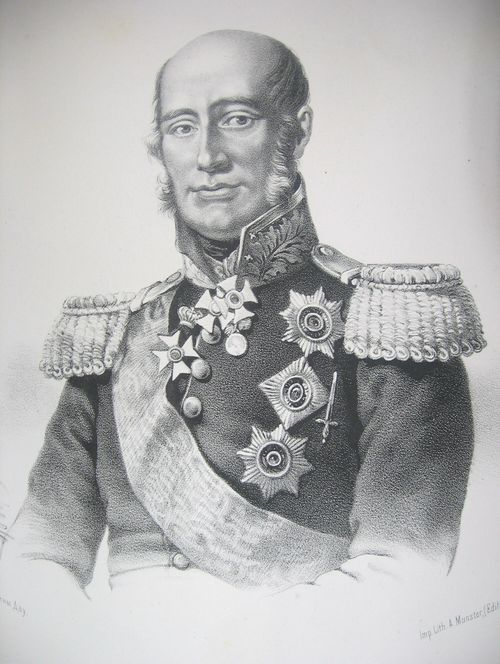
М. Б. Барклай-де-Толли. 1860-е годы
По оригиналу Джорджа Доу

Большую известность получили его работы для изданий «Лицей князя Безбородко» (СПб., 1859), «Портретная галерея русских деятелей» А. Э. Мюнстера (6 томов, СПб., 1860—1869), «Портреты духовных лиц» А. И. Траншеля (СПб., 1860–1862) и других. Его собрание «Портреты лиц, отличившихся и командовавших действующими частями в войне 1853, 1854, 1855 и 1856 годов» (60 тетрадей, более 400 портретов. СПб., 1857–1863) наряду с «Военной галереей» Д. Доу в Зимнем дворце, является крупнейшей в истории русского изобразительного искусства единой серией портретов.
Борель активно иллюстрировал журналы «Художественный листок» (1868—1870), «Всемирная иллюстрация» (1871–1895), «Север» (1889–1895), «Нива» (1892) и другие. Также он был известен своими пейзажными акварелями. В 1895 году на первой выставке печатного дела был удостоен большой золотой медали за «художественные работы на камне».
Скончался 5 (17) октября 1898 года в Петербурге. Похоронен на Смоленском православном кладбище (уч. 144; Финляндская дорожка); могила считалась утраченной, была вновь обнаружена в ходе поисковых работ в 2008 году, восстановлена с установкой нового памятника в 2018 году.
Рисунок Бореля, изображающий шахматиста А. Д. Петрова, послужил основой для картины Григория Мясоедова «Сам с собою, или Игра в шахматы» (1907).